# Городище (Козинский сельсовет)
Городище — деревня в Рыльском районе Курской области. Входит в состав Козинского сельсовета.

## География
Деревня находится на реке Обеста (левый приток Клевени), в 140 км западнее Курска, в 36 км западнее районного центра — города Рыльск, в 3 км от центра сельсовета  — Козино.
Климат
Городище, как и весь район, расположено в поясе умеренно континентального климата с тёплым летом и относительно тёплой зимой (Dfb в классификации Кёппена).

## Население
| 2002 | 2010 |
| ---- | ---- |
| 213  | ↘155 |

## Инфраструктура
Личное подсобное хозяйство. В деревне 118 домов.

## Транспорт
Городище находится на автодороге регионального значения 38К-017 (Курск — Льгов — Рыльск — граница с Украиной) и на автодороге межмуниципального значения 38Н-356 (38К-017 — Локоть), в 2,5 км от ближайшего ж/д остановочного пункта Локоть (линия Хутор-Михайловский — Ворожба). Остановка общественного транспорта.
В 202 км от аэропорта имени В. Г. Шухова (недалеко от Белгорода).